# Hans Michahelles
Hans Michahelles (* 18. Mai 1899 in Nürnberg; † 14. Juni 1975 in Hamburg) war ein deutscher Marineoffizier, zuletzt Konteradmiral im Zweiten Weltkrieg.

## Leben

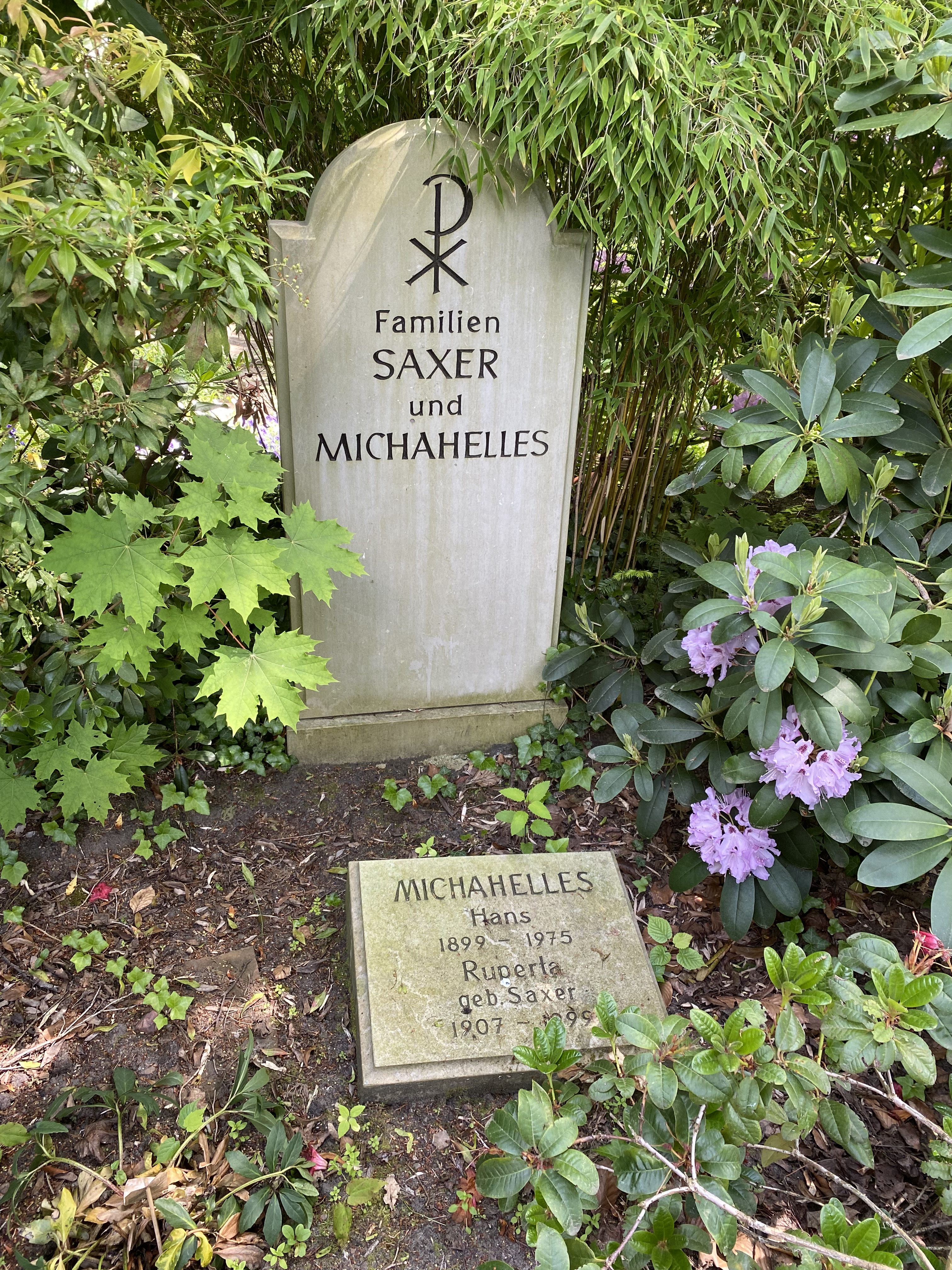
Grabstätte auf dem Friedhof Blankenese

Michahelles trat am 10. April 1917 als Offiziersanwärter in die Kaiserliche Marine ein und absolvierte zunächst seine Ausbildung an der Marineschule Mürwik in Flensburg-Mürwik sowie auf dem Großen Kreuzer Freya. Am 14. September 1917 erfolgte seine Versetzung auf das Großlinienschiff Baden und seine Ernennung zum Fähnrich zur See am 15. Februar 1918. Michahelles wurde ab 10. Juni 1918 zu weiteren Lehrgängen an die Marineschule kommandiert und nach Ende des Ersten Weltkriegs zunächst beurlaubt. Er schloss sich daraufhin der 3. Marine-Brigade an.
Am 1. Juli 1920 erfolgte seine Übernahme in die Reichsmarine und man teilte ihn der Schiffstammdivision der Ostsee zu. Vom 1. Januar 1920 bis 30. September 1923 war er dort als Kompanieoffizier im Dienst. Zwischenzeitlich hatte man Michahelles am 30. Juli 1920 zum Leutnant zur See sowie am 1. April 1923 zum Oberleutnant zur See befördert. Für sechs Monate war er als Wachoffizier auf dem Linienschiff Hannover und kam anschließend bis 22. März 1926 als Ausbildungsoffizier auf den Kleinen Kreuzer Berlin. Vom 23. März bis 22. September 1926 setzte man Michahelles als Kommandanten des Tenders T 154 ein. Er wurde dann als Wachoffizier zur I. Torpedobootsflottille nach Swinemünde versetzt. Von dort kam er als Ausbilder und Gruppenoffizier vom 1. Oktober 1928 bis 31. März 1929 an die Marineschule Mürwik. Im Anschluss daran folgte seine Versetzung zur Inspektion der Marineartillerie nach Wilhelmshaven. Hier fungierte er als Referent des Inspekteurs sowie als Adjutant und kam am 24. September 1929 zur Torpedoversuchsanstalt Eckernförde. Dort wurde Michahelles am 1. April 1930 zum Kapitänleutnant befördert. Vom 29. September 1929 bis 3. Oktober 1933 gehörte er dann der 3. Torpedobootshalbflottille an und kommandierte in der Folge die Torpedoboote Iltis und Wolf. Bis 31. März 1937 war Michahelles dann als Referent bei der Inspektion des Torpedo- und Minenwesens sowie der Inspektion des Torpedowesens tätig und wurde in der Zwischenzeit am 1. Januar 1936 zum Korvettenkapitän befördert. Vom 2. Juni 1937 bis 5. Mai 1938 fungierte er als Navigationsoffizier auf dem Linienschiff Schleswig-Holstein und wurde dann als Referent bzw. Generalreferent in das Marinewehramt des Oberkommandos der Kriegsmarine versetzt. Dort erfolgte am 1. August 1939 seine Beförderung zum Fregattenkapitän sowie am 1. April 1941 zum Kapitän zur See.
Am 28. August 1943 ernannte man Michahelles zum Kommandanten der Seeverteidigung Gascogne und beförderte ihn am 1. Oktober 1944 zum Konteradmiral. In dieser Dienststellung war er auch zugleich vom 29. September bis 8. Oktober 1944 Festungskommandant Girondemündung Süd sowie vom 9. Oktober 1944 bis 17. April 1945 Festungskommandant Girondemündung Nord (Royan). An diesem Tag geriet er beim Fall der „Festung“ in französische Kriegsgefangenschaft, aus der er am 2. August 1950 entlassen wurde. Kurz vor Kriegsende wurde er noch am 30. April 1945 für seinen Widerstand mit dem Ritterkreuz des Eisernen Kreuzes ausgezeichnet.
Hans Michahelles wurde auf dem Hamburger Friedhof Blankenese beigesetzt.